# Peloribates asejugalis
Peloribates asejugalis är en kvalsterart som först beskrevs av Hemchandra Pandit och Sunanda Bhattacharya 1999.  Peloribates asejugalis ingår i släktet Peloribates och familjen Haplozetidae. Inga underarter finns listade i Catalogue of Life.